# 専行院
専行院（せんこういん、寛政9年（1797年） - 明治5年6月11日（1872年7月16日））は、江戸幕府第11代将軍・徳川家斉の側室。初名は伊根。俗名は美代。

## 生涯
智泉院の住職日啓の娘など諸説がある。
中野家の菩提寺が当時日啓が役僧を務めていた仏性寺であったことが縁となり、はじめ駿河台の中野清茂の屋敷へ奉公に上がったが、のち清茂の養女として大奥へ奉公に上がった。やがて将軍家斉の側室となり、文化10年（1813年）3月27日に溶姫、文化12年（1815年）10月16日に仲姫、文化14年（1817年）9月18日に末姫を産んだ。仲姫は夭折したが、溶姫は加賀藩主前田斉泰、末姫は安芸国広島藩主浅野斉粛へ嫁入りした。
家斉からの寵愛が深く、家斉に乞いて日啓が住職を務める智泉院を将軍家の御祈祷所にした上、普段は外出を許されない大奥の女中たちを、お参りを口実にして智泉院へたびたび息抜きに訪れさせるように仕向けた。智泉院では訪れる大奥女中たちを夢中にさせ、何度も再訪させようと、若い美僧を揃えて接待役にしたと伝わる。この智泉院での大奥の女性たちの若い僧との密会・遊興は次第にエスカレートし、問題視された。
尚、これまで上記と同様のことが、お美代が家斉にねだって建てさせ、日啓が住職を務めていたとされる感応寺でも行われていたと信じられてきたが、これは大谷木醇堂の「燈前一睡夢」で智泉院での密通事件と感応寺破却の一件が混同され、また同書を参考にした三田村鳶魚の著書によって流布された誤解であるとされる。日啓が感応寺の住職になったという事実はなく、感応寺は池上本門寺の末寺として成立した寺であり、法系が異なる中山法華経寺の日啓が住職になるのはあり得ないとして、現在では否定されている。
前田斉泰に嫁いだ溶姫との間には前田慶寧が誕生したが、大奥での権勢を固めたいお美代の方が、家斉に孫の慶寧をいずれ第12代将軍家慶の継嗣にして欲しいとねだり、家斉の遺言書を偽造した、とする巷説がある。この企ては、のちに広大院（家斉の未亡人）や老中の水野忠邦らによって阻止されたとされている。
家斉引退後はお美代の方も大御所家斉に従って、正室や他の側室らと共に本丸大奥から西の丸大奥に移り住んだ。家斉死去後は落飾し、専行院と号して二の丸に居住した。
慶寧の伯父（溶姫の異母兄）である12代将軍徳川家慶が政治を行うようになると、老中首座の水野忠邦が天保の改革を開始し、手始めに家斉のいわゆる「大御所時代」に頽廃した綱紀の粛正に乗り出した。忠邦は寺社奉行阿部正弘に命じ、智泉院の摘発を行い（智泉院事件）、住職であった日啓は捕縛され、遠島に処された（刑執行前に獄死）。
これに連座して、天保12年（1841年）養父中野碩翁（清茂）は登城を禁止され（表向きは、病気により辞職願いのところ、登城を御免）、加増地没収・別邸取り壊しの処分を受けた。中野は向島に逼塞し、その翌年に死去した。この時専行院は、西の丸大奥筆頭御年寄だった花園とともに押込になったとされる。
専行院のその後について、三田村鳶魚は「江戸城から追放され、娘の溶姫の願いで本郷の加賀前田家屋敷に引き取られた」とし、広く信じられてきたが、それを裏付ける史料はない。一方で三田村鳶魚が天璋院付きの御中臈だった村山ませ子から聞き取ったところによれば、「二の丸にいて、文恭院（家斉）のお位牌を守っていた」ということで、こちらには、少なくとも文久2年（1862年）、徳川家茂の代まで江戸城大奥二の丸に健在だったとみられる傍証がある。
明治5年（1872年）6月11日文京区の講安寺にて死去。76歳没。向丘の長元寺に葬られたが、後に金沢市の野田山墓地（前田家墓地）に改葬された。法名は専行院殿舜沢亮照大禅定尼。

## 関連作品
映画
- かげろう絵図（1959年・大映　演：木暮実千代）
- 御存じいれずみ判官（1960年・東映　演：松風はる美）
- さくら判官（1962年　演：三原有美子）
- 眠狂四郎殺法帖（1963年・大映　演：美吉かほる）
- 色暦大奥秘話（1971年・日活　演：藤めぐみ）
- エロ将軍と二十一人の愛妾（1972年　演：城恵美）
- 徳川の女帝 大奥（1988年・にっかつ　演：竹井みどり）

テレビドラマ
- 大奥（1968年・関西テレビ　演：稲垣美穂子）
- 松本清張のかげろう絵図（1983年・フジテレビ　演：中島ゆたか）
- 遠山の金さんII（1986年テレビ朝日　演：中島葵）
- 江戸を斬るVII（1987年・ＴＢＳ　演：中島ゆたか）
- また又・三匹が斬る!（1991年・テレビ朝日　演：神保美喜）
- 「大奥」 第一部～最凶の女～（2016年・フジテレビ　演：沢尻エリカ）[9]
- 松本清張スペシャル かげろう絵図（2016年・フジテレビ　演：中村優子）